# Lớp Chân mang
Lớp Chân mang (tên khoa học Branchiopoda) là một lớp động vật giáp xác bao gồm tôm tiên, tôm sò, Cladocera, Notostraca và Lepidocaris. Đa số các loài lớp này có kích thước nhỏ, ăn sinh vật phù du và mùn bã, sống ở nước ngọt, với ngoại lệ là Cladocera, trong đó có nhiều loài sống ở biển.

## Sinh thái học
Trong số các loài, chỉ có một số cladocerans sống ở biển, tất cả các nhóm khác được tìm thấy trong vùng nước ngọt lục địa, bao gồm hồ và hồ nước mặn. Hầu hết chân mang ăn mảnh vụn nổi hoặc sinh vật phù du, mà chúng chụp bằng lông cứng trên phần phụ của chúng.